# Robin Anderson
Robin Anderson (ur. 12 kwietnia 1993 w Long Branch) – amerykańska tenisistka.

## Kariera tenisowa
W rozgrywkach zawodowych zadebiutowała w maju 2009 roku, w turnieju ITF w amerykańskim Landisville, gdzie po wygraniu eliminacji zagrała w turnieju głównym. Dwa lata później wygrała ten turniej, pokonując w finale Bojanę Bobusic.
W sierpniu 2011 roku otrzymała dziką kartę od organizatorów turnieju wielkoszlemowego US Open i zagrała w eliminacjach. Przegrała jednak już w pierwszej rundzie z Naomi Broady. W 2015 ponownie zagrała w eliminacjach tego samego turnieju, ale i tym razem zakończyła swój udział na pierwszej rundzie.
Na swoim koncie ma wygranych sześć turniejów singlowych i dwanaście deblowych rangi ITF.

## Finały turniejów WTA 125
| Legenda                   | Legenda |
| ------------------------- | ------- |
| Wielki Szlem              |         |
| Igrzyska olimpijskie      |         |
| WTA Tour Championships    |         |
| od 2021                   |         |
| WTA 1000 (obowiązkowe)    |         |
| WTA 1000 (nieobowiązkowe) |         |
| WTA 500                   |         |
| WTA 250                   |         |
| WTA 125                   |         |

### Gra pojedyncza 1 (0–1)
| Końcowy wynik | Nr | Data             | Turniej | Nawierzchnia  | Przeciwniczka   | Wynik finału |
| ------------- | -- | ---------------- | ------- | ------------- | --------------- | ------------ |
| Finalistka    | 1. | 7 listopada 2021 | Midland | Twarda (hala) | Madison Brengle | 2:6, 4:6     |

## Finały turniejów ITF
| turnieje z pulą nagród 100 000 $ (W100)  |
| turnieje z pulą nagród 80 000 $ (W80)    |
| turnieje z pulą nagród 60 000 $ (W75)    |
| turnieje z pulą nagród 40 000 $ (W50)    |
| turnieje z pulą nagród 25/30 000 $ (W35) |
| turnieje z pulą nagród 15 000 $ (W15)    |
| turnieje z pulą nagród 10 000 $          |

### Gra pojedyncza 17 (6–11)
| Rezultat     |     | Data       | Turniej           | ($)     | Naw.          | Przeciwniczka       | Wynik               |
| Zwyciężczyni | 1.  | 22/05/2011 | Landisville       | 10 000  | Twarda        | Bojana Bobusic      | 6:2, 6:3            |
| Finalistka   | 1.  | 15/09/2013 | Redding           | 25 000  | Twarda        | Adriana Pérez       | 6:2, 2:6, 1:6       |
| Finalistka   | 2.  | 16/08/2015 | Landisville       | 25 000  | Twarda        | Naomi Broady        | 6:4, 4:6, 6:7(5)    |
| Finalistka   | 3.  | 07/02/2016 | Midland           | 100 000 | Twarda (hala) | Naomi Broady        | 7:6(6), 0:6, 2:6    |
| Zwyciężczyni | 2.  | 17/09/2017 | Redding           | 25 000  | Twarda        | Chanel Simmonds     | 6:1, 6:4            |
| Finalistka   | 4.  | 05/08/2018 | Fort Worth        | 25 000  | Twarda        | Maria Mateas        | 3:6, 5:7            |
| Finalistka   | 5.  | 22/09/2018 | Lubbock           | 25 000  | Twarda        | Rebecca Marino      | 4:6, 1:6            |
| Finalistka   | 6.  | 30/03/2019 | Croissy-Beaubourg | 60 000  | Twarda (hala) | Witalija Djaczenko  | 2:6, 3:6            |
| Finalistka   | 7.  | 27/10/2019 | Saguenay          | 60 000  | Twarda (hala) | Indy de Vroome      | 6:3, 4:6, 5:7       |
| Finalistka   | 8.  | 21/02/2021 | Orlando           | 25 000  | Twarda        | Katie Swan          | 1:6, 3:6            |
| Zwyciężczyni | 3.  | 13/06/2021 | Madryt            | 25 000  | Twarda        | Olivia Gadecki      | 6:3, 6:7(3), 7:6(8) |
| Zwyciężczyni | 4.  | 29/05/2022 | Orlando           | 60 000  | Twarda        | Sachia Vickery      | 7:5, 6:4            |
| Zwyciężczyni | 5.  | 30/10/2022 | Toronto           | 60 000  | Twarda (hala) | Jang Su-jeong       | 6:2, 6:4            |
| Finalistka   | 9.  | 26/11/2023 | Lousada           | 25 000  | Twarda (hala) | Arina Rodionowa     | 6:1, 3:6, 4:6       |
| Finalistka   | 10. | 17/03/2024 | Solarino          | 25 000  | Dywanowa      | Viktória Hrunčáková | 2:6, 3:6            |
| Finalistka   | 11. | 28/07/2024 | Dallas            | 40 000  | Twarda (hala) | Clervie Ngounoue    | 6:2, 3:6, 5:7       |
| Zwyciężczyni | 6.  | 22/09/2024 | San Rafael        | 25 000  | Twarda        | Ashley Kratzer      | 7:6(6), 6:2         |

### Gra podwójna 25 (12–13)
| Rezultat     |     | Data       | Turniej               | ($)      | Naw.           | Partnerka                | Przeciwniczki                          | Wynik                |
| Finalistka   | 1.  | 06/07/2013 | Sacramento            | 50 000   | Twarda         | Lauren Embree            | Naomi Broady Storm Sanders             | 3:6, 4:6             |
| Zwyciężczyni | 1.  | 15/09/2013 | Redding               | 25 000   | Twarda         | Lauren Embree            | Jacqueline Cako Allie Kiick            | 6:4, 5:7, 10–7       |
| Finalistka   | 2.  | 05/07/2015 | El Paso               | 25 000   | Twarda         | Maegan Manasse           | Jennifer Brady Alexa Guarachi          | 6:3, 3:6, 7–10       |
| Finalistka   | 3.  | 11/06/2016 | Surbiton              | 50 000   | Trawiasta      | Alison Bai               | Sanaz Marand Melanie Oudin             | 4:6, 5:7             |
| Finalistka   | 4.  | 16/07/2016 | Stockton              | 50 000   | Twarda         | Maegan Manasse           | Kristýna Plíšková Alison Van Uytvanck  | 2:6, 3:6             |
| Zwyciężczyni | 2.  | 14/01/2017 | Daytona Beach         | 25 000   | Ceglana        | Anhelina Kalinina        | Paula Kania Katarzyna Piter            | 6:4, 6:1             |
| Zwyciężczyni | 3.  | 09/06/2018 | Bethany Beach         | 25 000   | Ceglana        | Maegan Manasse           | Quinn Gleason Sanaz Marand             | 2:6, 7:6(6), 10–3    |
| Zwyciężczyni | 4.  | 02/03/2019 | Osaka                 | 25 000   | Twarda         | Maegan Manasse           | Risa Ushijima Minori Yonehara          | 7:6(2), 6:3          |
| Finalistka   | 5.  | 08/06/2019 | Toruń                 | 60 000+H | Ceglana        | Anhelina Kalinina        | Rebeka Masarova Rebecca Šramková       | 4:6, 6:3, 4–10       |
| Finalistka   | 6.  | 16/06/2019 | Manchester            | 100 000  | Trawiasta      | Laura Ioana Paar         | Duan Yingying Rebecca Šramková         | 4:6, 3:6             |
| Zwyciężczyni | 5.  | 03/08/2019 | Lexington             | 60 000   | Twarda         | Jessika Ponchet          | Ann Li Jamie Loeb                      | 7:6(4), 6:7(5), 10–7 |
| Zwyciężczyni | 6.  | 02/11/2019 | Toronto               | 60 000   | Twarda (hala)  | Jessika Ponchet          | Mélodie Collard Leylah Fernandez       | 7:6(7), 6:2          |
| Zwyciężczyni | 7.  | 17/10/2020 | Cherbourg-en-Cotentin | 25 000   | Twarda (hala)  | Jessika Ponchet          | Harriet Dart Sarah Beth Grey           | 4:6, 6:4, 10–8       |
| Zwyciężczyni | 8.  | 01/10/2021 | Le Neubourg           | 80 000+H | Twarda         | Amandine Hesse           | Estelle Cascino Sarah Beth Grey        | 6:3, 7:6(2)          |
| Finalistka   | 7.  | 16/10/2021 | Florence              | 25 000   | Twarda         | Elysia Bolton            | Emily Appleton Yuriko Miyazaki         | 3:6, 6:1, 8–10       |
| Finalistka   | 8.  | 06/01/2023 | Canberra              | 60 000   | Twarda         | Hailey Baptiste          | Irina Chromaczowa Anastasija Tichonowa | 4:6, 5:7             |
| Finalistka   | 9.  | 20/05/2023 | Pelham                | 60 000   | Ceglana        | Elysia Bolton            | Makenna Jones Jamie Loeb               | 4:6, 5:7             |
| Finalistka   | 10. | 30/06/2023 | Palma del Río         | 40 000   | Twarda         | Elysia Bolton            | Andrea Gámiz Sofia Sewing              | 3:6, 2:6             |
| Finalistka   | 11. | 07/10/2023 | Rome                  | 60 000   | Twarda (hala)  | Fernanda Contreras Gómez | Sofia Sewing Anastasija Tichonowa      | 6:4, 3:6, 7–10       |
| Zwyciężczyni | 9.  | 21/10/2023 | Saguenay              | 60 000   | Twarda (hala)  | Dalayna Hewitt           | Mia Kupres Johanne Svendsen            | 6:1, 6:4             |
| Zwyciężczyni | 10. | 13/04/2024 | Boca Raton            | 25 000   | Ceglana        | Elysia Bolton            | Rasheeda McAdoo Maribella Zamarripa    | 3:6, 6:4, 10–8       |
| Zwyciężczyni | 11. | 21/09/2024 | San Rafael            | 25 000   | Twarda         | Alana Smith              | Makenna Jones Jamie Loeb               | 7:5, 6:2             |
| Finalistka   | 12. | 19/10/2024 | Calgary               | 60 000+H | Twarda (hala)  | Dalayna Hewitt           | Kayla Cross Maribella Zamarripa        | 7:6(3), 5:7, 10–12   |
| Finalistka   | 13. | 22/03/2025 | Vacaria               | 40 000   | Ceglana (hala) | Alicia Herrero Liñana    | Michaela Bayerlová Miriana Tona        | 7:6(4), 6:7(5), 7–10 |
| Zwyciężczyni | 12. | 29/03/2025 | Vacaria               | 60 000   | Ceglana (hala) | Alicia Herrero Liñana    | Despina Papamichail Julia Riera        | 7:5, 6:4             |